# Francesc Salvador Daniel
Francesc Salvador Daniel (Bourges, 17 de febrer de 1831 - París, 24 de maig de 1871) fou un compositor i musicògraf francès d'ascendència catalana.
Fill del també compositor Salvador Daniel. Després de la guerra dels Set Anys, seguí al seu pare per França, sent molt poc conegut els primers anys de la seva vida. No obsta'n se'n sap, que sent encara molt jove va pertànyer a l'orquestra del teatre Líric de París; més tard es traslladà a Algèria, on porta a terme, profunds estudis envers la música del país, i fou professor de música de l'escola àrab, i director d'un orfeó. La seva estança a Algèria se senyalà per un trist episodi el qual havia d'exercir una influència decisiva en la seva vida. En efecte, allà s'enamorà perdudament d'una jove, amb la que havia de casar-se, i el dia abans, del senyalat per les noces, morí de manera sobtada la seva promesa, causant tan forta impressió en ell, que va venir de poc que no perdés la raó.
El 1857 retornà a la seva pàtria, i residí dos anys a Madrid, on assolí gran notorietat i donà conèixer algunes de les seves composicions, escrivint, a més, diversos articles vers la música àrab, que coneixia com pocs. Vers el 1860 restava altra volta a París, guanyant-se la manutenció de manera penosa, i el 1867 donà una audició de melodies àrabs arranjades per a orquestra, de la que la premsa en feu grans elogis.
Dotat de gran activitat i d'un vehement entusiasme per les arts, havia d'emprar el seu talent en múltiples oficis; així i tot, encara li restava temps per a fer conferències i escriure articles notables de crítica. Per aquella època conegué en Enric Rochefort, i les seves exaltades idees el feren simpatitzar amb el cèlebre periodista francès, que li oferí la col·laboració en el diari La Marseillaise, col·laboració que, malgrat de caràcter artístic, deixava entreveure el seu vehement temperament.
L'esdeveniment més interessant de la seva vida, és el seu efímer pas, per la direcció del Conservatori de París. La Commune va trobar en el músic espanyol a un dels més ardents partidaris; així que prengué part activa en aquell moviment. Llavors morí Auber, que aleshores era director del Conservatori, i Daniel fou nomenar el seu successor, i a l'efecte, convocà a tots els professors, però, de 47 que n'havia se'n presentaren només cinc, i en una segona convocatòria, encara fou menys afortunat, doncs tan sols se'n presentaren dos. L'endemà entraven a París les tropes del Govern, i Daniel anà a reunir-se amb els seus, combatent valerosament, però com què els revolucionaris perdien terreny de manera visible, es refugià amb un dels seus companys en una casa del carrer Bonaparte, on continuà lluitant, fins que, fet presoner, fou afusellat al peu d'una barricada, que els revolucionaris havien aixecat enfront de ca seva.
La personalitat de Daniel, no ha estat jutjada imparcialment pels francesos, doncs, malgrat que en la seva vida, se'l senyala per algunes extravagàncies, no és menys cert que va ser un músic estudiós i creditor d'una sort menys desgraciada.
A més de nombrosos articles, escriví: La independencia española, Ensayo d'organografia instrumental, La musique arabe, ses rapports avec la musique grecque et le chant grégorien (Alger, 1863), Album de chanssons arabes, mauresques et kabiles; Messe africaine, Histoire de la chanson, l'obra més important de Daniel, i en la que l'autor estudia el desenvolupament de la cançó de tots els gèneres, guerrera, amorosa, religiosa, etc.,.